# لئونل فرناندز
لئونل فرناندز (انگلیسی: Leonel Fernández؛ زادهٔ ۲۶ دسامبر ۱۹۵۳) یک سیاست‌مدار اهل جمهوری دومینیکن است.